# Live from the Bataclan
Live from the Bataclan è un EP live di Jeff Buckley, pubblicato nell'ottobre del 1995. È stato registrato al Bataclan di Parigi l'11 febbraio 1995.

## Il disco
1. "Dream Brother" (Jeff Buckley, Mick Grondahl, Matt Johnson) – 7:26
2. "The Way Young Lovers Do" (Van Morrison) – 12:12
  - Include inoltre una breve improvvisazione su "Ivo" (Cocteau Twins) a 9:10
3. "Medley" – 5:40
  - "Je N'en Connais Pas la Fin" (Raymond Asso, Marguerite Monnot) – 5:40
  - "Hymne à l'amour" (Monnot, Édith Piaf) – 5:40
4. "Hallelujah" (Leonard Cohen) – 9:25

## Formazione
- Jeff Buckley – chitarra elettrica, voce

## Produzione
- Produttore: Steve Berkowitz
- Mastering: Vladimir Meller